# Cordovilla (Albacete)
Cordovilla és una pedania del municipi de Tobarra, a la província d'Albacete, dins de la comunitat autònoma de Castella-la Manxa, a Espanya.
La seua població es dedica fonamentalment a l'agricultura i a la ramaderia. La pedania compta amb sala de lectura, dependent de la Biblioteca Municipal de Tobarra, Col·legi Rural Agrupat, farmàcia pròpia i Centre Social. Existeixen a més diverses empreses dedicades al forn-rebosteria, embotits, fusteria i impremta.
Al municipi hi han salines, situats a dins del terme municipal de Tobarra, en la seua fita amb Hellín, i es troben a 532 metres d'alçada.

## Administració política
Cordovilla disposa d'un alcalde pedani, a proposta del partit més votat a la localitat.
| Partit polític | 2011  | 2011 | 2011 |
| Partit polític | %     | Vots |      |
| PSOE           | 42,71 | 126  |      |
| PP             | 48,81 | 144  |      |
| PCdT           | 6,10  | 18   |      |

## Evolució demogràfica
| 2000 | 2001 | 2002 | 2003 | 2004 | 2005 | 2006 | 2007 | 2008 | 2009 | 2010 | 2014 | 2015 |
| 385  | 383  | 369  | 366  | 360  | 344  | 330  | 319  | 305  | 299  | 299  | 274  | 278  |

## Economia
L'economia està basada en l'agricultura d'ametllers, oliveres, albercocs, prunes i safrà i en la presència de ramaderia porcina i ovina.

## Turisme

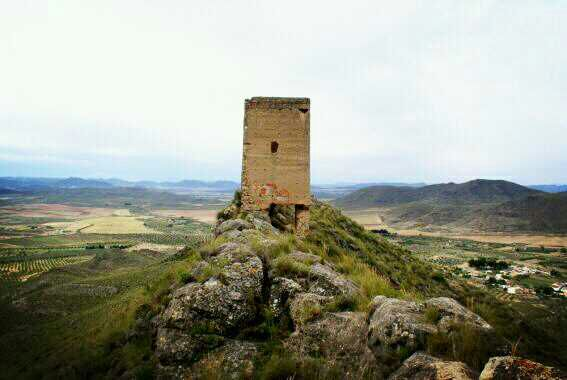
La torre del Castellar

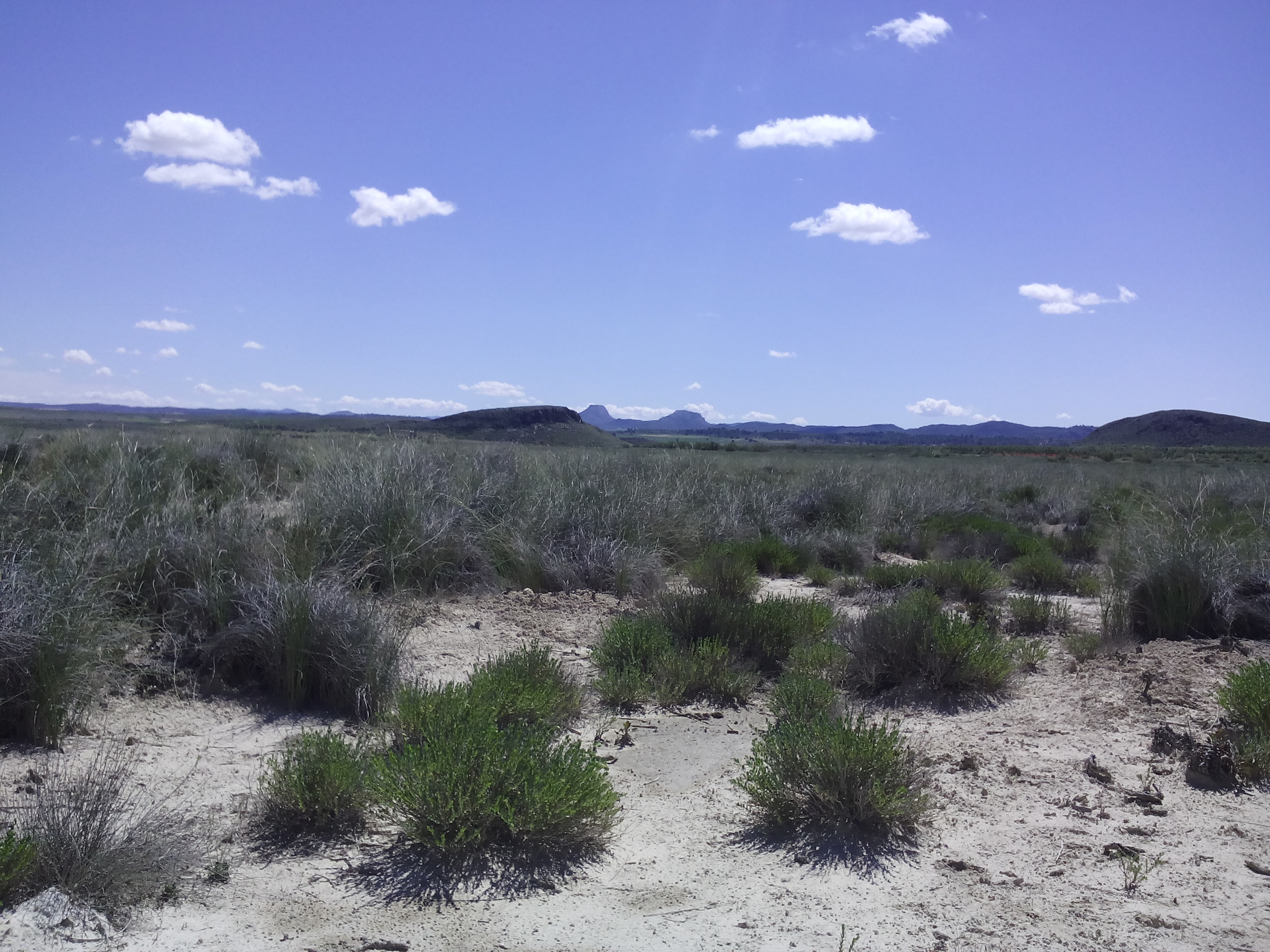
Saladar de Cordovilla

Aquest llogaret és famós per la torre del Castellar, una talaia de vigilància, antiga fortalesa mossàrab, que data del segle xi o XII.
cal ressenyar el conjunt paisatgístic i geològic dels saladars de Cordovilla, un terreny de sòl salí o salitrós, improductius per a l'agricultura, dels quals cal significar la sevua vegetació, protegida per legislació de la Unió Europea.

## Festes
Les seues Festes Patronals se celebren en honor de Dídac d'Alcalà el segon cap de setmana del mes de novembre. Les Festes d'Estiu se celebren la primera setmana del mes de juliol.